# Piotr Romanowski (szachista)
Piotr Arsieniewicz Romanowski, ros. Пётр Арсениевич Романовский (ur. 29 lipca 1892 w Sankt Petersburgu, zm. 1 marca 1964 w Moskwie) – rosyjski szachista i sędzia klasy międzynarodowej.

## Kariera szachowa
Dwukrotnie zdobył tytuł mistrza Związku Radzieckiego, w 1923 w Piotrogrodzie oraz 1927 roku w Moskwie (wraz z Fiodorem Bochatyrczukiem). W 1925 podzielił I miejsce (wraz z Jefimem Bogolubowem) w mistrzostwach Leningradu. W 1927 w turnieju rozegranym w tym mieście zwyciężył, natomiast w 1934 podzielił II lokatę (za Michaiłem Botwinnikiem). W 1935 otrzymał, jako pierwszy radziecki szachista tytuł zasłużonego mistrza sportu.
W roku 1950 otrzymał tytuł mistrza międzynarodowego, zaś rok później - sędziego klasy międzynarodowej. Według retrospektywnego systemu Chessmetrics, najwyższy ranking osiągnął w kwietniu 1926 r., z wynikiem 2647 punktów zajmował wówczas 13. miejsce na świecie.

## Wybrane publikacje
- Mecz Alechin-Capablanca o mistrzostwo świata, Leningrad 1928 (wraz z Grigorijem Lewenfiszem)
- Kombinacja i plan w partii szachowej, Leningrad 1929
- Szachowe idee w praktyce, Moskwa/Leningrad 1930
- Wybrane partie, Moskwa 1954
- Gra środkowa - Plan, Moskwa 1960
- Gra środkowa - Kombinacja, Moskwa 1963